# 东海站 (韩国)
東海站（：／ Donghae yeok */?）是嶺東線沿線的一座鐵路車站，位于韓國江原特別自治道東海市松亭洞，墨湖港线、三陟线和北坪线等支線由此岔出。本站有KTX、無窮花號、Nuriro号及海列车等車種停靠。

## 車站結構
站體為2面4線的雙島式月台。

### 月台配置
| ↑ 湫岩（三陟线）／↑ 新基（嶺東線） |
| １２ \| ３４ \|                    |
| 墨湖 ↓                             |

| 月台 | 路線           | 車種               | 目的地                                |
| ---- | -------------- | ------------------ | ------------------------------------- |
| 1、2 | 三陟线         | 海列车             | 往 湫岩、三陟海邊方向                 |
| 1、2 | 嶺東線         | 海列车             | 往 墨湖、正東津、江陵方向             |
| 3、4 | 慶北線、京釜線 | 無窮花號           | 往 鐵岩、榮州、店村、東大邱、釜山方向 |
| 3、4 | 中央線、東海線 | 無窮花號           | 往 榮州、安東、太和江、釜田方向       |
| 3、4 | 中央線         | 無窮花號           | 往 鐵岩、榮州、安東、東大邱方向       |
| 3、4 | 太白線         | 無窮花號、Nuriro号 | 往 道溪、太白、堤川、清涼里方向       |
| 3、4 | 嶺東線         | KTX、Nuriro号      | 往 墨湖、正東津、江陵方向             |

## 历史
- 1940年7月31日 - 落成使用，车站名称是北坪站[1]。
- 1984年6月1日 - 改为现在名称[2]。

## 相鄰車站
韓國鐵道公社
嶺東線
桃京里信号场－東海－墨湖
墨湖港線
東海－墨湖港
三陟線
東海－湫岩
北坪線
東海－三和